# Mariä-Geburt-Kirche (Ostre Bardo)

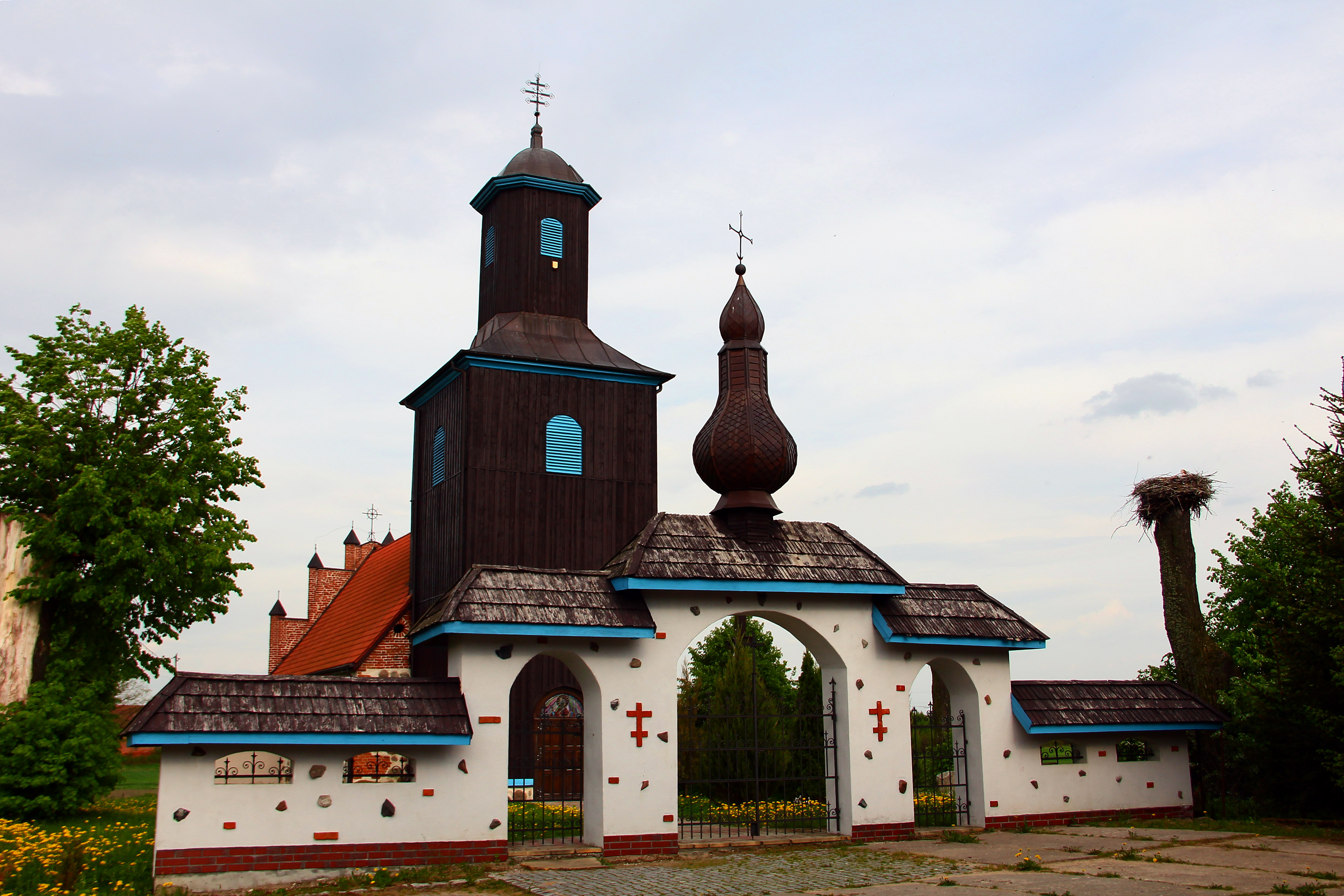
Dorfkirche Ostre Bardo

Die Kirche der Geburt der Allerheiligsten Jungfrau Maria (polnisch Cerkiew Narodzenia Najświętszej Maryi Panny) ist die griechisch-katholische Pfarrkirche in Ostre Bardo (früher Klingenberg) im nordöstlichen Polen.

## Geschichte
Die Kirche wurde wahrscheinlich im 16. Jahrhundert neu erbaut und war dann evangelisch-lutherische Dorfkirche. 1754/1755 gab es umfassende Umbauarbeiten.
Seit 1945 gehörte sie einer römisch-katholischen Gemeinde. 1957 wurde die Kirche der griechisch-katholischen Gemeinde zur Nutzung überlassen. Seit 1991 ist diese auch Eigentümerin des Gebäudes. 2003 wurde das Dach erneuert, 2005/2006 wurde eine neue Ikonostase eingebaut.

## Architektur
Die Kirche ist ein spätgotischer Saalbau aus rotem Backstein, meist mit einigen Feldsteinen vermischt. Im Westen ist ein Holzturm (wahrscheinlich von 1755) angebaut. Davor gibt es ein steinernes Eingangstor als Rest der Kirchhofsmauer.
Im Inneren gibt es eine Ikonostase und Kirchenbänke. Im hinteren Teil sind die  Holzemporen erhalten.

## Strukturen

### Bis 1945
Seit dem 16. Jahrhundert gab es eine evangelisch-lutherische Kirchengemeinde in Klingenberg, allerdings ohne einen eigenen Pfarrer. Sie gehörte zum Pfarramt  Deutsch Wilten im  Kirchenkreis Friedland in der Kirchenprovinz Ostpreußen der Kirche der Altpreußischen Union, ab 1927 zum Kirchenkreis Bartenstein.
Zum Kirchspiel Klingenberg gehörten die Orte Amalienberg, Gostkow (jetzt Raskowo), Klingenberg, Korwlack (jetzt Rjabinino), Neu Klingenberg (Nowe Bardo) und Pohiebels
Die meisten erhaltenen Kirchenbücher werden heute im Evangelischen Zentralarchiv in Berlin aufbewahrt
- Taufen: 1712–1934
- Trauungen: 1717–1944
- Beerdigungen: 1717–1944
- Konfirmationen: 1838–1943
- Abendmahlsteilnehmer: 1767–1811 und 1892–1944.

Im Archiv in Olsztyn (Allenstein) befinden sich
- Konfirmationen 1797–1823

### 1945 bis 1957
Von 1945 bis 1957 gehörte sie zu einer römisch-katholischen Gemeinde.

### Seit 1957
Seit 1957 wird die Kirche von der ukrainischen griechisch-katholischen Gemeinde der Umgebung genutzt. Im Rahmen der „Aktion Weichsel“ war das Dorf Ostre Bardo (Klingenberg) vollständig ukrainischen Vertriebenen zugewiesen worden. In der Umgebung gab es in dieser Zeit etwa 200 dieser Familien. Der erste Priester kam 1957 aus einem Straflager aus Sibirien zurück. Sie gehört jetzt zur Erzeparchie Przemyśl-Warschau und umfasst mehrere Dörfer der Umgebung.